# 鳄鱼的眼泪
鳄鱼的眼泪意为假同情，假装悲伤并流下眼泪。

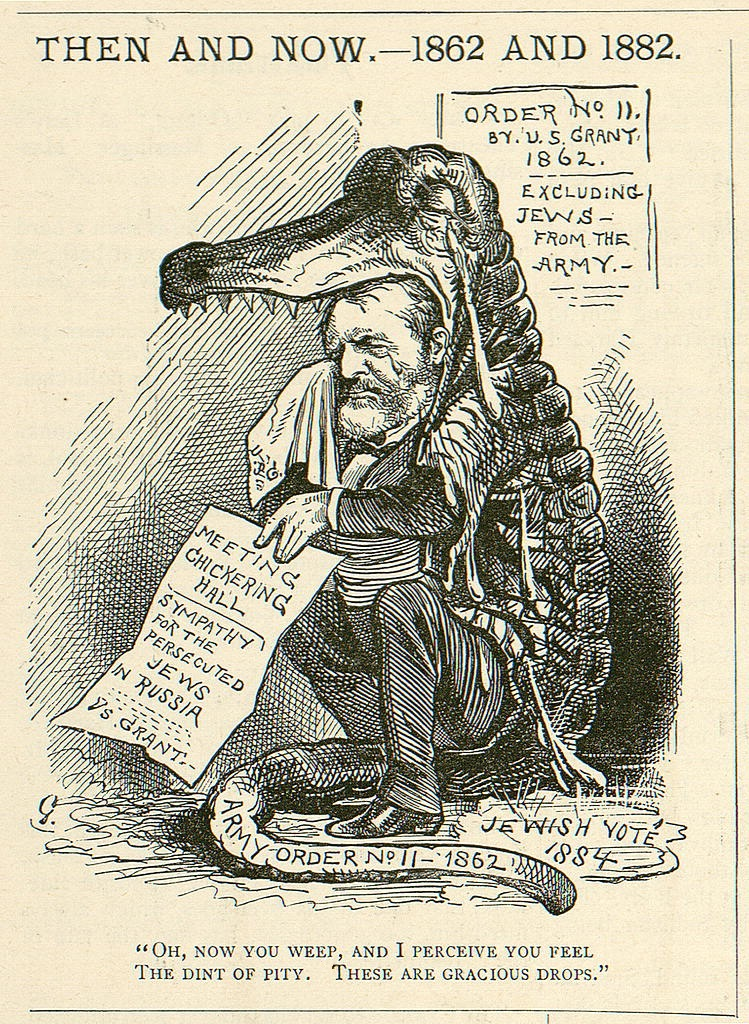
图为Bernhard Gillam漫画作品，讽刺尤利西斯·S·格兰特为拉拢犹太选民而为在俄国受难的犹太人流泪的行为，此前，他曾第11号将军令 (1862)。

俚语来源：从前人们认为，鳄鱼在吞食猎物时会流下假惺惺的眼泪。事实上，特别是当离开水时间过长，眼睛发干时，鳄鱼的泪腺会分泌眼泪，润滑眼球，这使他们看起來像在哭泣。有证据显示，鳄鱼进食时也会发生相同的现象。
博格拉氏综合征是一种进食中伴随流泪现象的疾病，因为类似传说中鳄鱼的行为，又被称为“鳄泪综合征”。

## 历史与用法
该俚语来自古代故事。传说，鳄鱼会一边吞食猎物一边留下虚伪的眼泪。希腊史学家普魯塔克所著的一本俚语集中提到，“鳄鱼的眼泪”一词早已广为人知。用以比喻意欲致某人于死地或蓄意谋杀，却在表面上为对方悲恸的行为。 中世纪初理学家Photios解读Bibliotheca时， 将鳄鱼流泪的行为神圣化，并赋予其忏悔的意义。 类似的故事在多部中世纪动物寓言集（比如De bestiis et aliis rebus）中都有记载。
最早使这个故事在英国广泛传播开来的，是14世纪的《约翰曼德维尔爵士奇遇记》。
上面记载，因德河沿岸多鳄鱼。它们身形犹如巨蟒，夜晚蛰伏水里，白天登上陆地，栖身在乱石或洞穴之中。冬天休眠，不饮不食，与蟒蛇类如出一辙。鳄鱼食人，进食时流泪不止，且下巴无法动弹，只能依靠上颚咀嚼食物，这种生物还没有舌头。——动物学中稀奇古怪的生物
后世作家Edward Topsell就鳄鱼的眼泪给出了不同的见解，他认为“狞恶野兽鲜少有流泪之举，然而鳄鱼却有这样与生俱来的特性，它啜泣，叹息，泪流不止，使人误以为其身处绝境，主动靠近，它便伺机猛然发动攻击。在他看来，鳄鱼故作悲痛，正是为了伪装纯良，引诱猎物。 在提到古代故事中记载鳄鱼食人前后流泪这一举动时，Topsell依然坚持基督教伦理，认为此举正如犹大在背叛耶稣时流下眼泪一样，象征着虚伪的忏悔。

### 文学中的使用

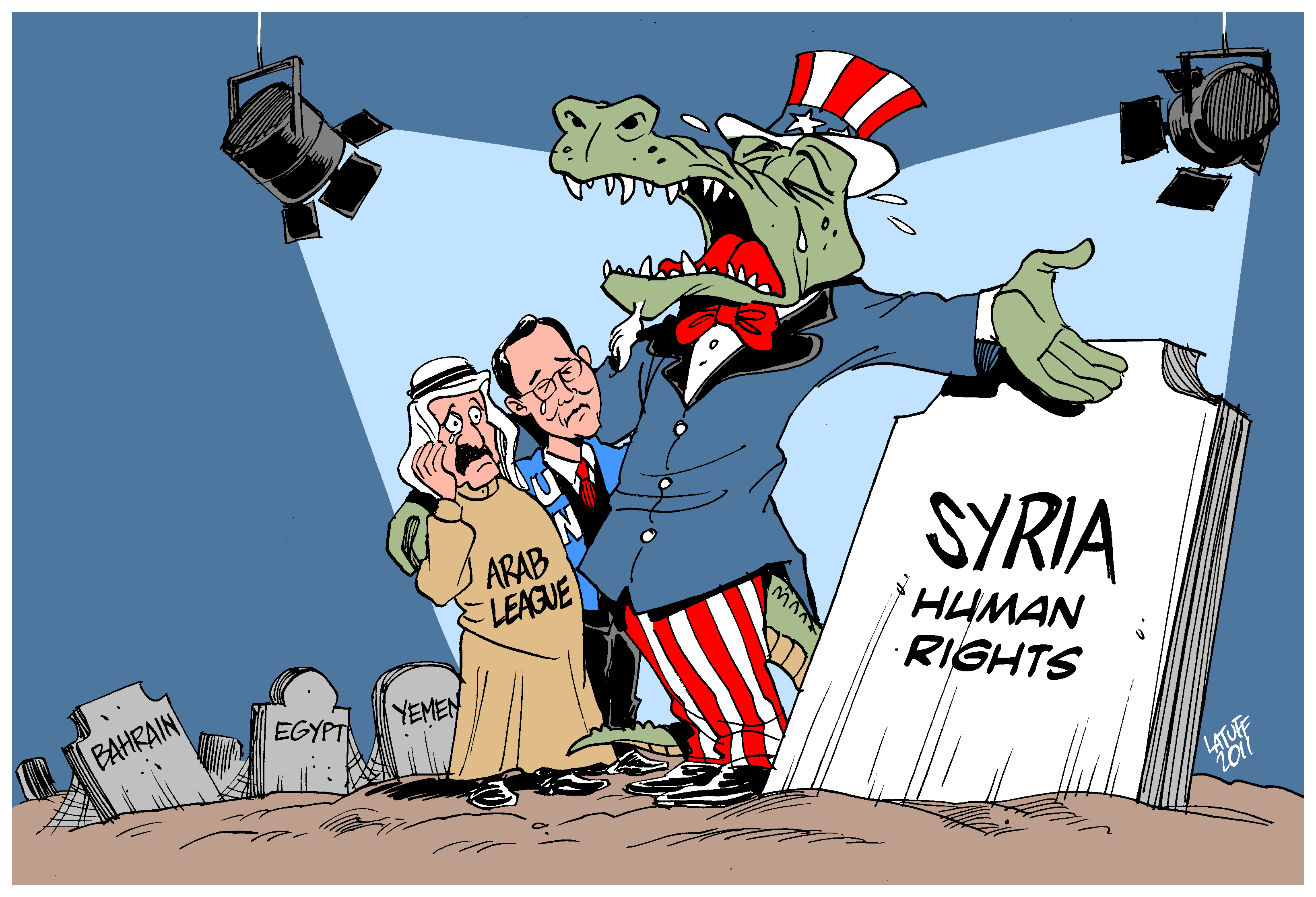
反美政治漫画家卡洛斯·拉特福作品，“美国为叙利亚留下了鳄鱼的眼泪”。

莎士比亚在作品中多次提及这一俚语。其中就包括Topsell所提到的两种动机（引诱和假忏悔）。著名的一个例子发生在奧賽羅第四幕，第一场，奥赛罗自欺欺人地说服自己相信妻子对他不忠：

If that the earth could teem with woman's tears,
要是妇人的眼泪有孳生化育的力量， 
Each drop she falls would prove a crocodile.

她的每一滴泪，掉在地上，都会变成一条鳄鱼。
作为引诱猎物的手段，体现在亨利六世II，第三幕，第一场中，一位角色在提到格洛斯特公爵，未来的理查三世时说：“见到格洛斯特公爵装出的假仁假义，就被他迷惑住了，那位大人犹如淌着眼泪的鳄鱼，装出一副可怜相，把过路的善心人骗到嘴里。而在《安東尼與克麗奧佩托拉》，第二幕，第七场中，Lepidus向安东尼询问鳄鱼的模样，后者却对他一通斥责，胡乱描述，末了还加上一句“眼里总是淌着泪水”。
与莎士比亚同时代的作家埃德蒙·斯宾塞在自己的小说《仙后》中也引用了这个典故，在描写“野蛮狡猾生物”时，他写道“用假惺惺的悲恸，藏起他那害人的伎俩，啜泣的多么苦痛，还流着软弱的泪水”。

## 行为真相

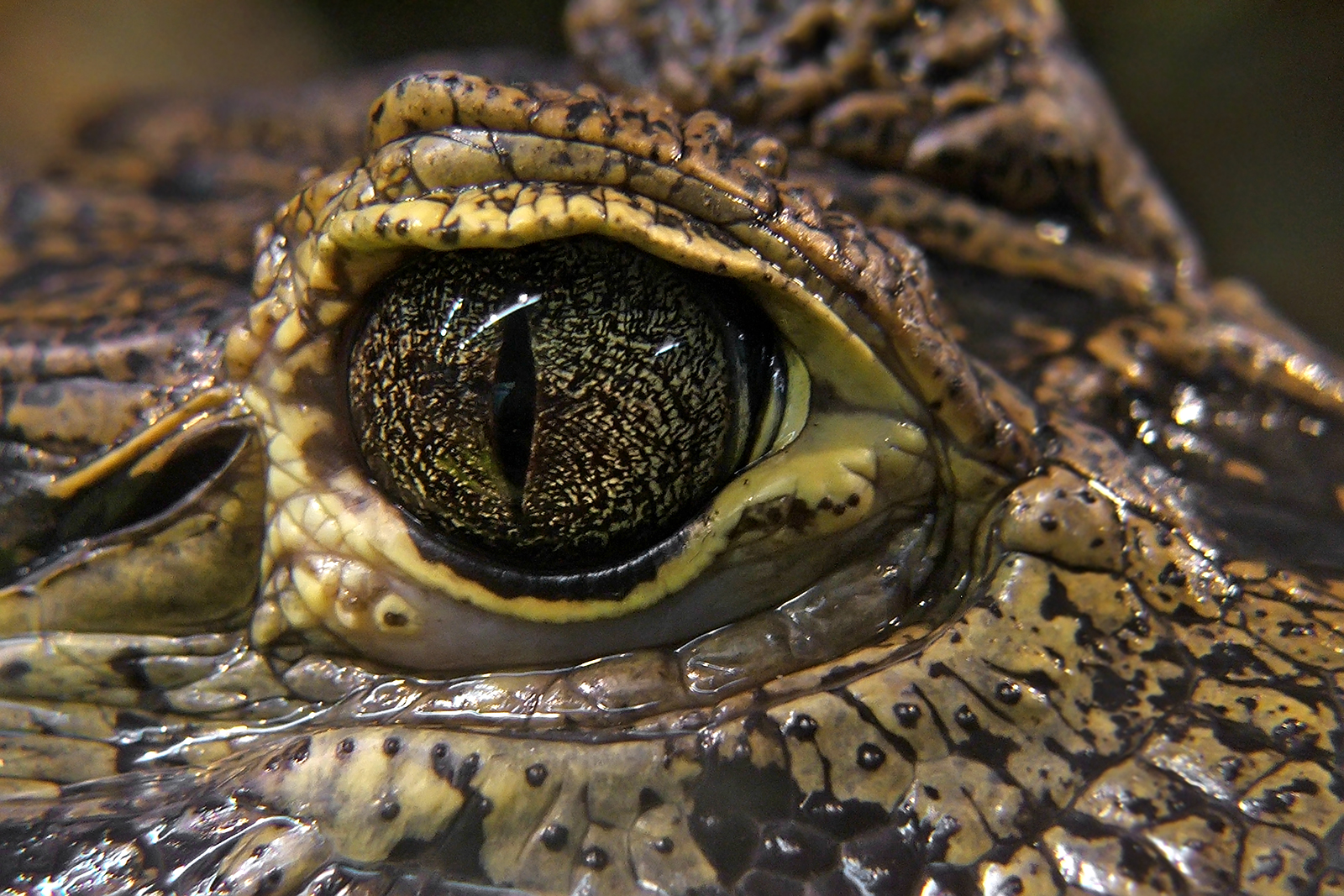
“流泪的”鳄鱼。

事实上鳄鱼流泪并不是因为动情，而是为了清洁和润滑眼球，这一点非常重要，尤见于陆地干燥环境。Adam Britton表示：虽然传说的来源难以查证，但显然这一俚语的广为流传是有原因的，作为冷血动物，鳄鱼竟然会为猎物流泪，这本身就极富讽刺意味，人们据此创作大量文学作品，使得该俚语流行至今。
2006年，神经科学家Malcolm Shaner在佛罗里达大学研究员Kent Vliet的协助下，就鳄鱼进食流泪的传说进行调查。Vliet研究并记录佛罗里达州圣奥古斯丁鳄鱼农场动物公园的七只鳄鱼（研究对象是鳄鱼的近亲凯门鳄，因为它们常在干燥陆地上进食。）其中五只都出现流泪的现象，進而证实传说的真实性。研究人员指出，鳄鱼流泪的原因，可能是进食中嘶嘶有声，热气流通过鼻窦，刺激泪腺，导致泪水入眼。

## 博格拉氏综合征
博格拉氏综合征，又名“鳄泪综合征”，博格拉氏综合征是一种进食中伴随流泪的罕见疾病，起因是在貝爾氏麻痹症恢复过程中顏面神經神经再生异常。
该疾病最早于1926年，由俄国神经学家F. A. Bogorad发现，他在名为“鳄鱼泪综合症”的文章中详细的对症状进行了描述， 并断定流涎症是主要病因。